# ГЕС Перібонка
ГЕС Перібонка – гідроелектростанція у канадській провінції Квебек. Знаходячись між ГЕС Chute-des-Passes  (вище по течії) та ГЕС Chute-du-Diable, входить до складу каскаду у сточищі річки Сагне, яка за сто вісімдесят кілометрів на північний схід від міста Квебек впадає ліворуч до річки Святого Лаврентія (дренує Великі озера).
Станція розташована на річці Перібонка, найбільшому допливу озера Сен-Жан, з якого й бере початок згадана вище Сагне. В межах проекту звели кам’яно-накидну греблю висотою 80 метрів та довжиною 630 метрів, котра потребувала 3715 тис м3 матеріалу. Крім того, для закриття сідловин знадобились дві допоміжні дамби – кам’яно-накидна і земляна висотою 21 і 13 метрів та довжиною 623 і 193 метри відповідно. Разом ці споруди утримують витягнуте по долині річки на 35 км водосховище з площею поверхні 31,6 км2 та об’ємом 1082 млн м3 (корисний об’єм 47 млн м3), в якому припустиме коливання рівня поверхні у операційному режимі між позначками 242,7 та 244,2 метра НРМ.
Біля лівобережної частини греблі розташований підземний машинний зал, який обладнали трьома турбінами типу Френсіс загальною потужністю 385 МВт. Це обладнання використовує напір у 67,6 метра та забезпечує виробництво 2245 млн кВт-год електроенергії на рік.